# Fabien Ourega
Fabien Ourega, né le 7 décembre 1992 à Paris, est un joueur de football français qui occupe le poste de milieu gauche ou d'ailier.

## Biographie
Formé à Aulnay-sous-Bois jusqu'à l'âge de ses 18 ans, il débute en senior avec la Jeanne d'Arc de Drancy en 2011, alors que le club évolue en CFA (quatrième division).
Il joue ensuite avec la réserve du Le Havre AC, puis au Royal Excelsior Virton, en deuxième division belge. Jouant peu en Belgique, il retourne ensuite à Drancy.
Lors de la saison 2017-2018, il est sacré Champion de France de Nationale 2 avec le club drancéen au terme d'une saison quasi parfaite avec une seule défaite en 30 journées. Il se met en évidence en inscrivant cinq buts et en délivrant dix passes décisives. Il est alors repéré par le Paris FC, qui lui fait signer un contrat professionnel d'une durée d'un an, avec une autre année en option.
Il joue son premier match en Ligue 2 le 19 octobre 2018, lors de la 11e journée de championnat, face à La Berrichonne de Châteauroux (0-0). Pour sa première saison en Ligue 2, il prend part à 27 matchs de championnat, mais sans inscrire le moindre but.
Libre de tout contrat, Fabien Ourega s'engage pour deux saisons avec le FC Sochaux-Montbéliard en juin 2019.
Le 2 août 2019, il inscrit son premier but en Ligue 2 avec le club sochalien, lors d'un déplacement sur la pelouse de son ancien club, le Paris FC (score : 1-1). Une semaine plus tard, il récidive en marquant un deuxième but, lors de la réception de l'AJ Auxerre (victoire 1-0).
En septembre 2021, il rejoint l'US Orléans en national.
Le 28 janvier 2022, il résilie son contrat avec l'US Orléans pour rejoindre librement le club du Žalgiris Vilnius. Il signe un contrat de deux ans,. A Vilnius, il disputera l'Europa League Conference, et deviendra champion de Lituanie et vainqueur de la coupe en. Après une année à Vilnius, il rejoint Astana, club pour lequel il joue de février 2023 à l'été 2024, et avec lequel il remporte la Supercoupe du Kazakhstan.

## Palmarès
- Champion de France de Nationale 2 en 2018 avec la Jeanne d'Arc de Drancy
- Champion de Lituanie et vainqueur de la Coupe de Lituanie en 2022 avec le Žalgiris Vilnius
- Vainqueur de la Supercoupe du Kazakhstan en 2023 avec le FK Astana.

## Statistiques
| Saison                | Club                   | Championnat           | Championnat | Championnat | Coupe nationale | Coupe nationale | Coupe de la Ligue | Coupe de la Ligue | Total | Total |
| Saison                | Club                   | Division              | M.          | B.          | M.              | B.              | M.                | B.                | M.    | B.    |
| 2017-2018             | JA Drancy              | National 2            | 24          | 5           | 1               | 0               | -                 | -                 | 25    | 5     |
| 2018-2019             | Paris Football Club    | Ligue 2               | 27          | 0           | 1               | 0               | -                 | -                 | 28    | 0     |
| 2019-2020             | FC Sochaux-Montbéliard | Ligue 2               | 17          | 2           | -               | -               | 1                 | 0                 | 18    | 2     |
| 2020-2021             | FC Sochaux-Montbéliard | Ligue 2               | 29          | 1           | 3               | 0               | -                 | -                 | 32    | 1     |
| 2021-2022             | US Orléans             | National              | 11          | 1           | 0               | 0               | -                 | -                 | 11    | 1     |
| 2022-2023             | Žalgiris Vilnius       | Lyga A                | 33          | 6           | 0               | 0               | -                 | -                 | 33    | 6     |
| Total sur la carrière | Total sur la carrière  | Total sur la carrière | 141         | 15          | 4               | 0               | 1                 | 0                 | 146   | 15    |